# Panhard

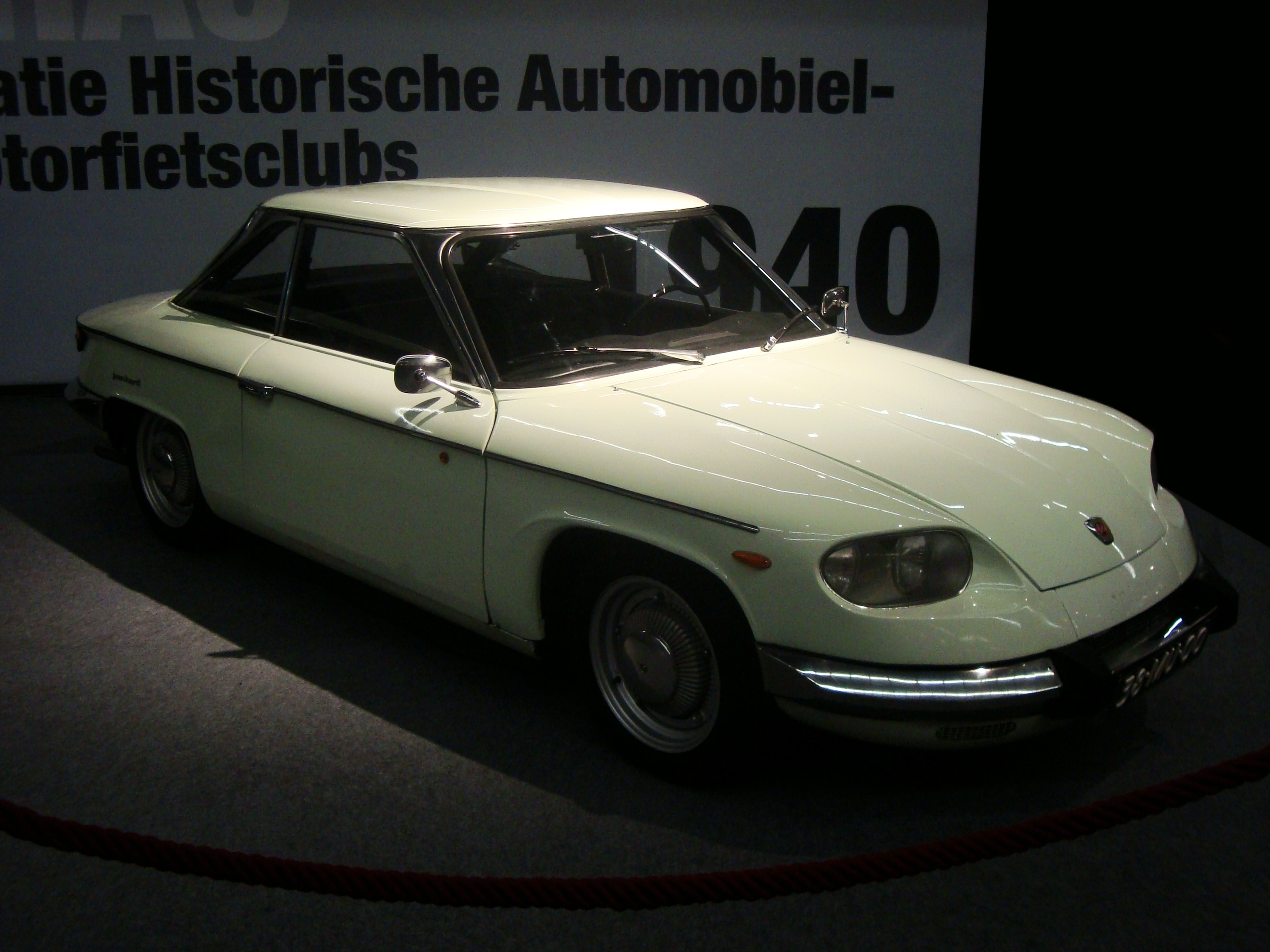
Panhard 24

Panhard – założone w 1891 roku francuskie przedsiębiorstwo motoryzacyjne i zbrojeniowe.
Przedsiębiorstwo powstało jako Panhard et Levassor, założone przez René Panharda i Emile'a Levassora w 1887 r. Ich pierwszy automobil z silnikiem na licencji Daimlera pojawił się w sprzedaży w 1890 r. Levassor współpracował w tym okresie z Daimlerem, wymieniając się doświadczeniami.
Pierwsze pojazdy ustanowiły wiele standardów konstrukcyjnych przejętych potem przez innych producentów na lata. Wyposażone były w innowacyjne elementy, takie jak pedał sprzęgła, czy łańcuchowa skrzynia biegów oraz umieszczona z przodu chłodnica. W 1891 zbudowano pierwszy samodzielnie zaprojektowany przez Levassora, Systeme Panhard wyposażony w cztery koła, z silnikiem umieszczonym z przodu, napędzającym tylne koła za cenę 3500 franków. Zastosowana tu przekładnia pozostała standardem aż do modyfikacji wprowadzonej przez Cadillaca w 1928 r. W tym samym roku Panhard udzielił licencji na silnik producentowi rowerów Peugeotowi, który założył własną wytwórnię.
W 1894 roku samochód marki Panhard wygrał pierwszy Rajd Paryż-Rouen (ex aequo z Peugeotem).
W 1895 roku samochód marki Panhard wygrał pierwsze Grand Prix na trasie Paryż-Bordeaux. Samochody Panhard odniosły w sumie 22 zwycięstwa w wyścigach Grand Prix.
W latach 60. XX w. przedsiębiorstwo zostało wykupione przez Citroëna. Od 2005 roku jest własnością spółki Auverland.